# ستيفن موس
ستيفن موس (بالإنجليزية: Stephen Moss)‏ هو عالم طيور بريطاني، ولد في 1960.